# Microchilus alzatei
Microchilus alzatei är en orkidéart som beskrevs av Paul Ormerod. Microchilus alzatei ingår i släktet Microchilus och familjen orkidéer. Inga underarter finns listade i Catalogue of Life.